# Matija Jama
Matija Jama, slovenski slikar, * 4. januar 1872, Ljubljana, † 6. april 1947, Ljubljana.

## Življenje
Osnovno šolo in gimnazijo je Jama obiskoval v Ljubljani, nato pa se je z družino preselil v Zagreb, kjer se je začel v višji gimnaziji zanimati za slikarstvo. Po končani gimnaziji se je vpisal na pravno fakulteto, vendar je že leta 1890 opustil študij in odšel v München, kjer se je vpisal v zasebno slikarsko šolo. Po dveh letih se je vrnil v Ljubljano, kjer se je preživljal z risanjem. V tistem času je risal ilustracije za revijo Dom in svet.
S podporo kranjskega deželnega odbora se je leta 1897 vrnil v München, kjer se je vpisal v Ažbetovo slikarsko šolo, leto kasneje se je vpisal na tamkajšnjo slikarsko akademijo, ki pa je ni dokončal. Leta 1902 se je poročil z nizozemsko slikarko Louise van Raders. Rodili so se mu sin Matija in dve hčerki: Madelaine (1904) in Agnes (1911, Dürnstein). Jama je živel in delal v različnih krajih po Evropi, v Avstriji, na Hrvaškem, v Nemčiji in na Nizozemskem; kasneje se je vrnil v Slovenijo in nekaj časa živel na Bledu in v Volčjem Potoku ter nazadnje v Rašici in Ljubljani. 
Jama je poleg oljnih slik risal tudi osnutke za plakate in ilustracije. Med drugim je ilustriral Cankarjeva dela Knjiga za lahkomiselne ljudi, Za narodov blagor in Ob zori. Njegovi vzorniki so v kasnejši fazi, ko je »prerasel« svoje secesijsko obdobje, postali italijanski in francoski impresionisti, med katerimi je najbolj pomemben Claude Monet. Jama je bil v svojem zrelem obdobju v največji meri krajinar. Krajine se v njegovem opusu sicer pojavljajo kot vedute že med ilustracijami in naročenimi portreti, ki jih je delal na začetku svoje slikarske kariere. 
V kasnejšem obdobju je Jama sodeloval z drugimi slovenskimi impresionisti, predvsem z Rihardom Jakopičem, s katerim sta skupaj ustvarjala v Stranski vasi in Kraljevcu ob Sotli. Jama je začel takrat s študijem svetlobe in se že povsem izražal kot impresionist. V tem zgodnjem obdobju slovenskega impresionizma je ustvarjal predvsem akvarele, te pa je okoli leta 1900 opustil in se povsem posvetil slikanju v tehniki olja na platnu. V tej tehniki je nato do konca življenja ustvaril večino svojih najbolj znanih del.
Po njem je imenovana Jamova cesta v Ljubljani.

## Dela
Jama je v svojem življenju ustvaril okrog 450 del, med katerimi so najbolj znana: 
- Pri obedu
- Vrt
- Most
- Vrbe
- Ljubljana v snegu
- Šenklavž
- Hrvaški kmet
- Kolo
- Vas v zimi